# Operation Blockbuster
1944: Overlord · Dragoon · Mons · Market Garden · Scheldemündung · Aachen · Hürtgenwald · Queen · Elsass-Lothringen · Ardennen
1945: Nordwind · Bodenplatte · Blackcock · Colmar · Veritable · Grenade · Blockbuster · Lumberjack · Undertone · Plunder · Flashpoint · Aschaffenburg · Würzburg · Ruhrkessel · Friesoythe · Nürnberg
Die Operation Blockbuster wurde am Ende der größeren Operation Veritable – in Deutschland als Schlacht im Reichswald bekannt – von der kanadischen 1. Armee, verstärkt vom britischen XXX. Korps, durchgeführt. Sie fand Ende Februar/Anfang März 1945 statt.
Im Februar 1945 rechneten die Westalliierten damit, den Reichswald bei Kleve innerhalb von drei bis vier Tagen erobern zu können. Zuvor waren sie zügig vorangekommen: nach der Operation Blackcock (Eroberung des Rur-Dreiecks zwischen Roermond, Heinsberg und Sittard) vom 14. bis 26. Januar hatte die deutsche Wehrmacht die Maas-Rur-Stellung zwischen Heinsberg und Venlo kampflos geräumt, um einer Umklammerung zu entgehen.
Veritable dauerte an – unter anderem wegen einer Schlechtwetterperiode, die die Westalliierten daran hinderte, ihre völlige Luftüberlegenheit komplett zu nutzen. Der kanadische Kommandeur, General Henry Crerar, beschloss, am 26. Februar 1945 die ‚Operation Blockbuster‘ zu starten.
Drei anglo-kanadische Divisionen zogen nordwestwärts. Dabei stießen sie u. a. an zwei Stellen auf heftigen Widerstand: am „Hochwald-Gap“ (Gap = engl. für „Schneise“), einer Schneise zwischen dem Uedemer Hochwald und dem Tüschenwald, sowie nördlich von Uedem am Uedemer Totenhügel. Dort wurden kanadische Panzer in ihre bis dahin schwerste Panzerschlacht verwickelt. Der Bahnhof in Marienbaum hatte im Winter 1944/45, als der Niederrhein Frontgebiet war, strategische Bedeutung. Bei der Schlacht am Totenhügel bei Uedem-Keppeln im Februar 1945 erfolgte der Transport der Panzer ständig über den Marienbaumer Bahnhof.
Bei Luftangriffen auf den Bahnhof Marienbaum am 27. und 28. Februar 1945 wurde auch Marienbaum zu 40 % zerstört.
Die Angriffe auf das Hochwald-Gap begannen am 27. Februar und hielten bis zum 2. März an, als das ‚Lake Superior Regiment‘ unter schweren Verlusten einen Durchbruch schaffte und den westlichen Waldrand des Forstes sichern konnte.
Nach dem Ende der Kämpfe trafen sich am 3. März 1945 bei Geldern britische und US-Truppen. Letztere waren im Rahmen der Operation Grenade von Süden kommend nach Geldern vorgedrungen.
Auf dem Friedhof Uedemerbruch sind 26 deutsche Soldaten beerdigt, die Alliierten – insbesondere Kanadier – hatten noch erheblich mehr Opfer zu beklagen.
Zum Gedenken an die Gefallenen haben kanadische Veteranen am Bahndamm im Uedemerbruch eine
Gedenktafel errichtet.